# Hrvaški Brod
Hrvaški Brod je naselje u jugoistočnoj Sloveniji, u Dolenjskoj.
Nalazi se u općini Šentjernej.
Zemljopisni položaj ovog sela je 45° 52' 32" sjeverne zemljopisne širine i 15° 21' 10" istočne zemljopisne dužine, na nadmorskoj visini od 153 m.
2002. su u Hrvaškom Brodu živjela 72 stanovnika.
Srednjovjekovna varoš Gutenwerth (danas Otok pri Dobravi pri Škocjanu) se nalazio nasuprot Hrvaškega Broda. Gutenwerth su 1473. uništili Turci, a taj se riječni otok danas smatra bogatim arheološkim nalazištem.